# Fürstenbund
O Deutsche Fürstenbund (em português: Liga dos Príncipes) foi uma aliança de príncipes maioritariamente protestantes no Sacro Império Romano-Germânico, formada em 1785, sob a liderança de Frederico II da Prússia. A aliança, que inicialmente compreendia os três principais estados do norte de Brandemburgo / Prússia, Hanôver e Saxónia, foi criada oficialmente para salvaguardar a integridade constitucional e o status quo territorial do Império, mas com o objectivo mais imediato de se opor à ambição de José II de adicionar a Baviera aos domínios do Habsburgo.
Pouco depois de se tornar o único governante das terras de Habsburgo à data da morte da sua mãe Maria Teresa em 1780, José II reviveu uma ambição antiga e entrou em negociações com o eleitor Karl Theodor do Palatinado e a Baviera com o objectivo de trocar a Baviera pelos Países Baixos Austríacos. Se o plano tivesse sido realizado, os Habsburgos aumentariam os seus domínios principais com um grande território de língua alemã contígua e, ao mesmo tempo, livrar-se-iam de províncias distantes que se mostraram difíceis e dispendiosas de defender sempre que a Áustria entrasse em guerra com a França e/ou a Prússia. Para Karl Theodor, o seu interesse no negócio era principalmente uma questão de prestígio pois ele imaginava-se como o governante, possivelmente com o título de rei, de um reconstruído Ducado da Borgonha composto pelos Países Baixos do Sul e pelas possessões na região do Alto e Baixo Reno, como o Palatinado do Reno e o Ducado de Berg-Jülich.
O acordo revelou-se desagradável tanto para o ambicioso Frederico II, que se viu como o principal monarca alemão, e para os eleitores de Hanôver e Saxónia, que se sentiam incomodados pelas profundas implicações políticas e estratégicas do projecto de troca territorial. Quando declararam publicamente a sua oposição através da criação de um Deutsche Fürstenbund, os governantes dos pequenos estados protestantes, incluindo Brunswick-Wolfenbüttel, Saxe-Gota, Saxe-Weimar, Mecklemburgo, Baden e Brandeburgo-Ansbach, depressa se juntaram a eles. O arcebispo-eleitor de Mainz, arqui-chanceler do Império, acabou por dar o seu apoio, não menos importante porque sabia que Karl Theodor e José II também pensavam em secularizar o arcebispado de Salzburgo, Inconvenientemente encravado entre a Baviera e a Áustria.
Joseph II ficou surpreso com a súbita e forte oposição ao seu plano, e, após algumas belicosidades, suspendeu seu projecto. Tendo alcançado o seu verdadeiro objectivo, o Fürstenbund gradualmente desintegrou-se, e desapareceu completamente depois o início da Revolução Francesa em 1789, e da morte de José II no ano seguinte.